# Yuen Siu-tien
Yuen Siu-tien (Chino: 袁小田) (Pekín, 27 de noviembre de 1912-Hong Kong, 8 de enero de 1979), también conocido como Yuan Xiaotian, Yuen Simón, Semilla de Sam o Ol' Dirty, fue un actor chino de artes marciales de películas a finales de 1970.

## Carrera profesional
Actuó con actores de cine como Jackie Chan y bajo la dirección de su hijo en la vida real, Yuen Woo-ping. 
Cabe destacar su participación en La furia de Jackie (1971), donde representa a su personaje de vagabundo y maestro de artes marciales, junto a Jackie Chan.

## Fallecimiento
Yuen murió de un ataque cardíaco en 1979.

## Filmografía
Yuen actuó en cuatro películas: 
- El maestro borracho
- Historia del maestro borracho
- La serpiente a la sombra del águila
- El baile de la mantis borracha

En su carrera cinematogråfica, ha intervenido, como actor, en 140 películas y 22 como especialista
(IMDb).
- Datos: Q947267